# Dužine
Dužine (cyr. Дужине) – wieś w Serbii, w Wojwodinie, w okręgu południowobanackim, w gminie Plandište. W 2011 roku liczyła 147 mieszkańców.